# Paris-Roubaix 1945
Paris-Roubaix 1945 a fost a 43-a ediție a Paris-Roubaix, o cursă clasică de ciclism de o zi din Franța. Evenimentul a avut loc pe 9 aprilie 1945 și s-a desfășurat pe o distanță de 246 de kilometri de la Paris până la velodromul din Roubaix. Câștigătorul a fost Paul Maye din Franța.

## Rezultate
| Loc | Ciclist                    | Timp       |
| --- | -------------------------- | ---------- |
| 1   | Paul Maye (FRA)            | 7h 52' 54" |
| 2   | Lucien Teisseire (FRA)     | +0' 00"    |
| 3   | Kléber Piot (FRA)          | +0' 00"    |
| 4   | Louis Thiétard (FRA)       | +0' 00"    |
| 5   | Maurice Desimpelaere (BEL) | +0' 00"    |
| 6   | Édouard Muller (FRA)       | +0' 00"    |
| 7   | Robert Renonce (FRA)       | +0' 00"    |
| 8   | Maurice De Muer (FRA)      | +3' 01"    |
| 9   | Maurice Quentin (FRA)      | +3' 01"    |
| 10  | Lucien Maelfait (FRA)      | +3' 01"    |